# Aroazes
Aroazes is een gemeente in de Braziliaanse deelstaat Piauí. De gemeente telt 6.019 inwoners (schatting 2009).
De gemeente grenst aan Valença, Santa Cruz dos Milagres, Pimenteiras en Elesbão Veloso.